# MT Haven
MT Haven (anteriormente llamado Amoco Milford Haven) era un superpetrolero, arrendado a Troodos Shipping (una empresa dirigida por Loucas Haji-Ioannou y su hijo Stelios Haji-Ioannou). El 11 de abril de 1991, mientras estaba cargado con 144 000 toneladas (1 millón de barriles) de petroleo, el barco explotó, luego se quemó y se hundió frente a la costa de Génova, Italia, matando a seis tripulantes chipriotas e inundando el mar Mediterráneo con hasta 50 000 toneladas de crudo. Se partió en dos y se hundió después de arder durante tres días. Fue la peor catástrofe ecológica de marea negra en Italia. Los siguientes 12 años sus residuos estuvieron contaminando zonas de la costa de Francia y de Italia.
Actualmente su pecio es una zona de buceo a 33-83 metros de profundidad.